# Catterick
Catterick, a volte chiamata Catterick Village per distinguerla dalla vicina Catterick Garrison, è un villaggio del North Yorkshire le cui origini risalgono all'epoca romana: Cataractonium era un forte costruito a protezione della Great North Road oltre il fiume Swale. È menzionata da Claudio Tolomeo nella sua Geografia (metà del II secolo d.C.).
Catterick sarebbe stato il luogo della battaglia di Catraeth (attorno al 600) menzionata nel poema epico Y Gododdin: si tratta di una battaglia davvero combattuta tra i regni britannici e gli anglosassoni della Bernicia. Catraeth fu poi una delle sedi del regno britannico del Rheged.